# Jubilee line
La Jubilee line (en français : « ligne du Jubilé ») est une ligne du métro de Londres, reliant Stanmore au nord-ouest à Stratford, à l'est. Longue de 36,2 kilomètres, elle dessert 27 stations, notamment Baker Street, Westminster, Waterloo, London Bridge et Canary Wharf. Inaugurée en 1979, elle est aujourd'hui exploitée avec des rames de type 1996 Stock. Elle est empruntée par 280 millions de passagers par an, ce qui en fait la troisième ligne la plus fréquentée du réseau après la Northern line et Central line. La Jubilee line est représentée en gris argenté sur le plan du métro.

## Histoire

### Première phase de Stanmore à Charing Cross
L'ouverture de la ligne a lieu le 1er mai 1979, intégrant l'une des deux branches de la Bakerloo line afin de réduire la surcharge sur le tronc commun. L'inauguration officielle se fait en présence du prince Charles de Galles. La branche de Baker Street à Stanmore est raccordée au nouveau tronçon de 4 kilomètres dans le centre de Londres, avec un terminus dans une nouvelle station à Charing Cross. L'ancienne station Charing Cross, sur les lignes Circle, District, Bakerloo et Northern, est alors renommée Embankment. La nouvelle station de Charing Cross créé un nouveau point de correspondances , regroupant les stations Strand sur la Northern line et Trafalgar Square sur la Bakerloo line.
La nouvelle ligne aurait dû être appelée Fleet Line du nom de la rivière Fleet, mais le chantier est renommé à l'occasion du Jubilé d'argent de la reine Élisabeth II en 1977.

### L'échec des projets d'extensions
La Jubilee line de 1979 ne doit être que la première phase d'un projet qui en compte quatre à l'origine. Mais le manque de fonds fige la ligne dans cette situation jusqu'à la fin des années 1990.
La phase 2 aurait dû voir l'extension de la ligne le long de Fleet Street jusqu'à la gare de Fenchurch Street en passant par Aldwych, Ludgate Circus (près de l'actuelle gare de City Thameslink) et Cannon Street. Le parlement approuve le projet le 27 juillet 1971.
En phase 3, la Jubilee line serait ensuite passée sous la Tamise pour rejoindre Surrey docks (aujourd'hui Surrey Quays) sur la East London line. La Jubilee line aurait alors repris les deux branches de la East London Line vers New Cross Gate et vers New Cross, avec un prolongement vers Lewisham (futur terminus méridional de la Bakerloo line). La partie du projet jusqu'à New Cross est approuvé le 5 août 1971 et celui de la section finale vers Lewisham le 9 août 1972. 
En phase 4, il est envisagé de prolonger la ligne de Lewisham en reprenant les services de la Addiscombe Line et de la Hayes Line.
En 1973, un projet alternatif est présenté pour la phase 3 afin de fournir une meilleure desserte au secteur des London Docklands dont la régénération est alors projetée en raison de la fermeture des docks prévus à la fin des années 1980. Dans ce projet, initialement dénommé River line, la Jubilee line serait prolongée depuis Fenchurch Street vers Thamesmead en passant par St Katharine Docks, Wapping, Surrey Docks North, Millwall (non loin de la future station de DLR South Quay), North Greenwich, Custom House, Silvertown, Woolwich Arsenal. Le dépôt aurait implanté à Beckton, plus ou moins sur le site de l'actuel dépôt du DLR, et un service de navette entre Beckton et Customs House est envisagé. Le projet jusqu'à Woolwich Arsenal et de la branche vers Beckton est approuvé par le parlement le 1er août 1980.

### Prolongement vers l'est vers Stratford
Les changements en matière d'urbanisme, particulièrement le renouvellement urbain du quartier des Docklands, sont la cause d'un changement considérable du projet de prolongement au-delà de Charing Cross. Le projet de prolongement est relancé à la fin des années 1980. Le développement de Canary Wharf, devenu une zone d'emploi importante, nécessite un réseau de transport plus important que celui fourni par le DLR. Olympia and York, les développeurs de Canary Wharf proposent de construire une ligne de chemin de fer de Waterloo à Greenwich en passant par London Bridge, Canary et Westcombe Park in Greenwich. Le projet aurait coûté 400 millions de livre sterling. Cependant London transport se montre peu enthousiaste et préfère attendre le résultat des études. L'un d'elle propose le prolongement de la Jubilee line depuis Green Park vers Westminster puis vers Waterloo afin de reprendre le projet vers Greenwich en le prolongeant vers Stratford via Canning Town. Le projet est autorisé en 1990. 
Une station était prévue à l'origine à Blackwall, mais il est ensuite prévu de dévier la ligne entre Canary Wharf et Stratford en passant deux fois sous la Tamises afin de desservir la péninsule de Greenwich avec la station North Greenwich. L'extension de la Jubilee line, 11 stations et 16 km, est ouverte en trois étapes en 1999. La partie de la ligne vers la station Charing Cross est alors fermée. Avec l'extension en service, la Jubilee line est maintenant la seule ligne du métro de Londres à être en correspondance avec toutes les autres.

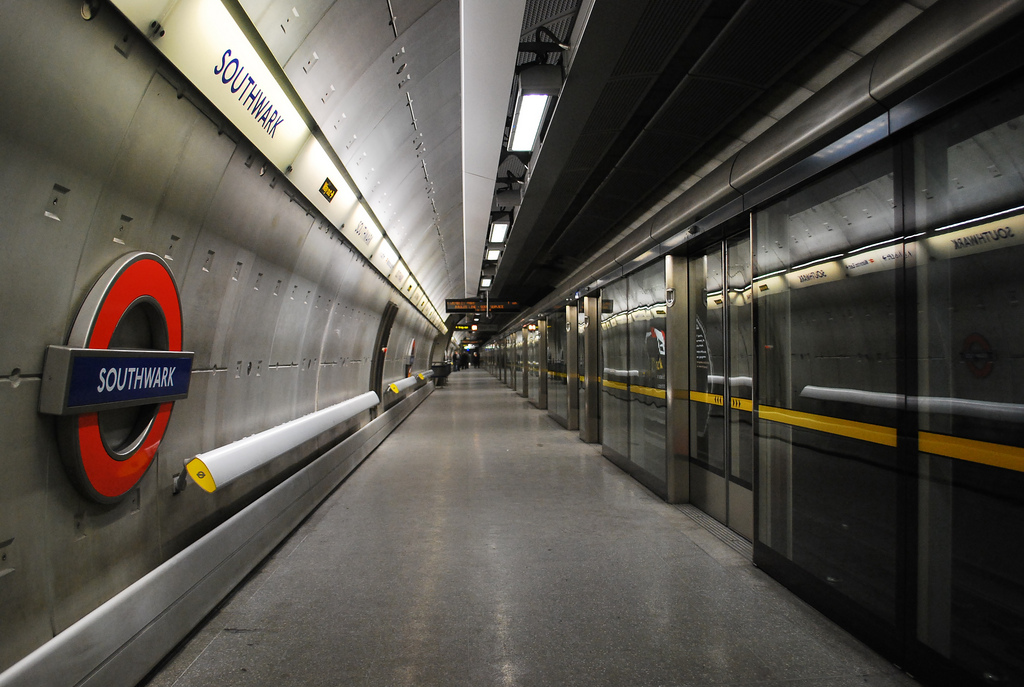
Southwark.
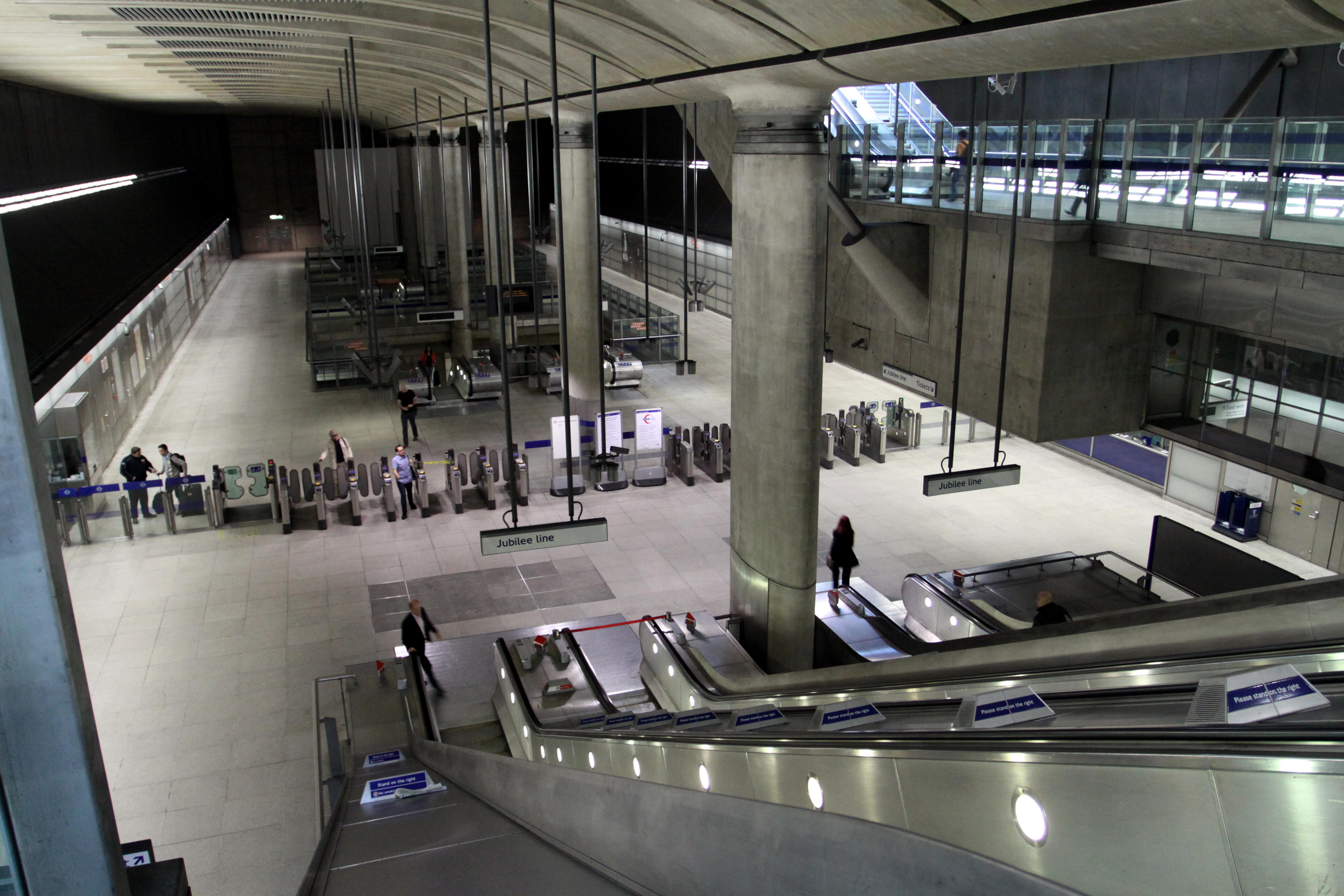
Canary Wharf.

## Matériel roulant et signalisation

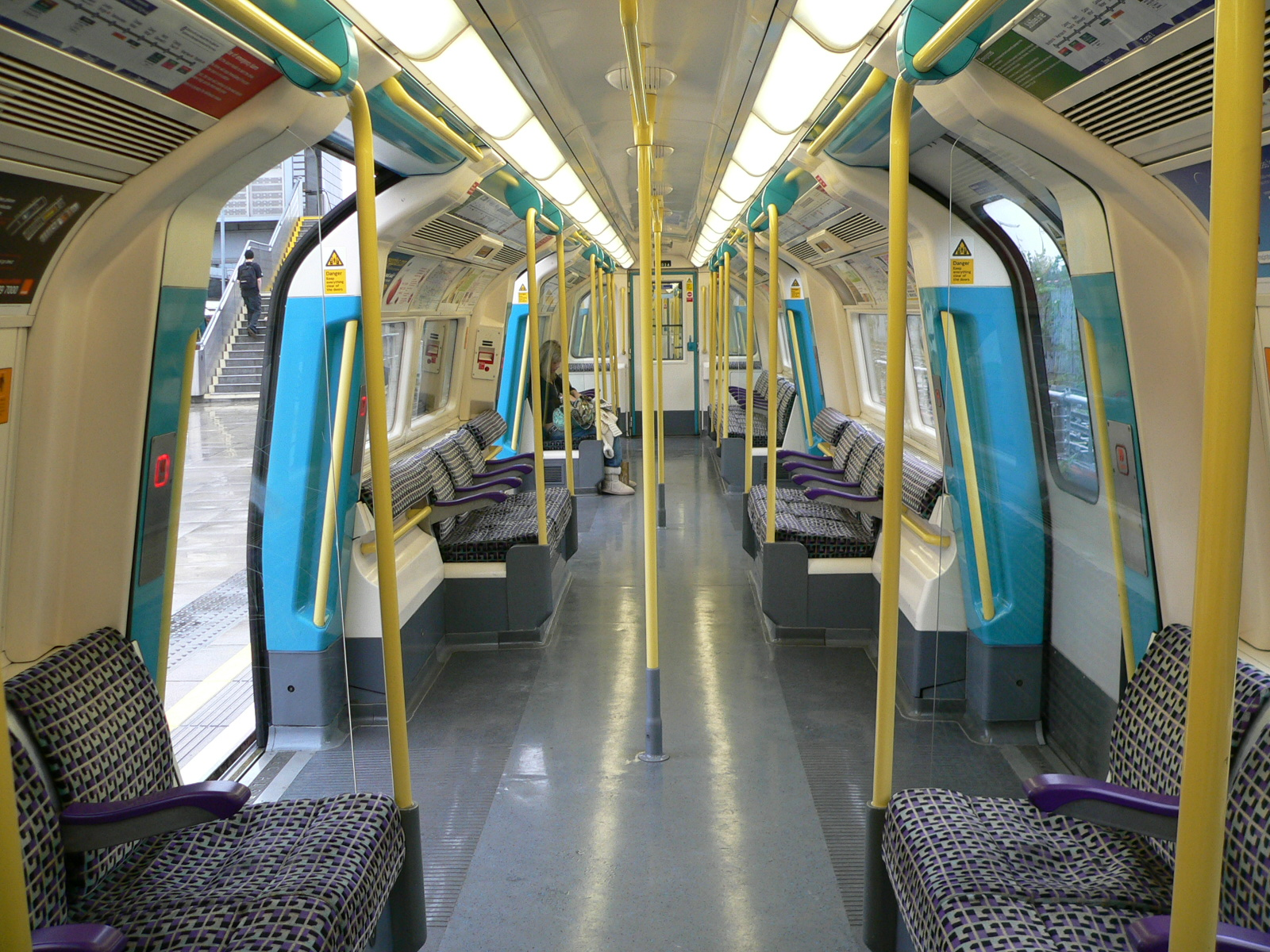
Intérieur d'une rame 1996 Stock sur la Jubilee Line.

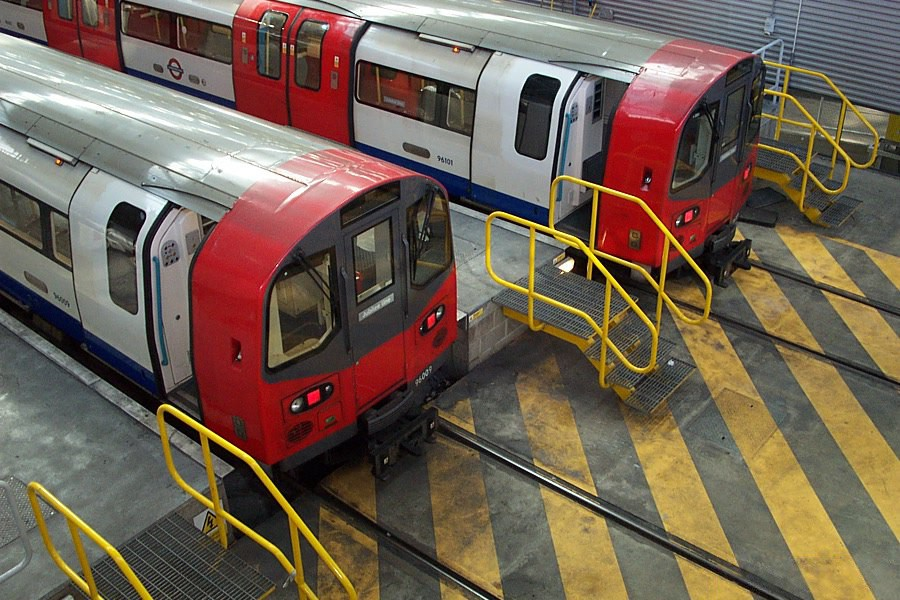
Deux rames 1996 stock au dépôt de Stratford Market.

### Les différentes séries
Quand la Jubilee Line a été ouverte, elle était à l'origine exploitée avec des rames de gabarit tube de type 1972 stock. En 1984, elles ont été remplacées par les nouvelles 1983 Stock, les rames de 1972 étant transférées sur la Northern Line. Le matériel de 1983 s'étant avéré peu fiable et source de problèmes d'exploitation (avec leurs portes à simple ventail qui ralentissaient la montée et la descente des passagers, à la différence des autres matériels à plus large ouverture). 
À l'ouverture de l'extension de la Jubilee Line, l'occasion a été saisie d'introduire de nouvelles rames, les 1996 stock, en service aujourd'hui sur la ligne. La société Alstom livra alors 59 trains de six véhicules fabriqués dans son usine de Birmingham. Ces rames sont similaires aux 1995 Stock en service sur la Northern Line. Ce nouveau matériel est équipé d'affichages à l'intérieur et d'annonces automatisées pour informer les passagers de la destination de la rame. 
Les automatismes de conduite des trains et la signalisation de la ligne furent confiés à la société Westinghouse en 1993, mais le contrat fut réalisé avec difficultés et se termina en 2001 par un véritable fiasco.

### L'amélioration de 2005
L'augmentation de fréquentation de la Jubilee Line justifia rapidement une nouvelle commande de matériel roulant. Un contrat de 143 millions d'euros fut signé en juin 2003 avec Alstom par la nouvelle compagnie d'exploitation de la ligne, Tube Lines, pour la fourniture de 59 véhicules et de quatre trains de sept véhicules. En octobre 2003, c'est avec la société Alcatel transport qu'un contrat a été signé pour renouveler complètement la signalisation. 
La ligne a été fermée pendant trois jours à compter du 26 décembre 2005 pour ajouter une caisse supplémentaire à chaque rame. En effet le passage de 6 à 7 caisses des rames a imposé une modification de la signalisation, qui ne pouvait se faire sous exploitation. Aujourd'hui, 63 rames de sept voitures roulent donc sur la ligne. Le résultat est un accroissement de 17 % de la capacité en heures de pointe, permettant à 6000 passagers de plus d'utiliser la Jubilee Line chaque jour. Le système de signalisation est amélioré pour permettre une augmentation de la fréquence des trains et une diminution de la durée du trajet. Mais la rénovation complète de la signalisation n'a été achevée qu'en 2009.

## Plan

Tracé géographique de la Jubilee line

## Stations

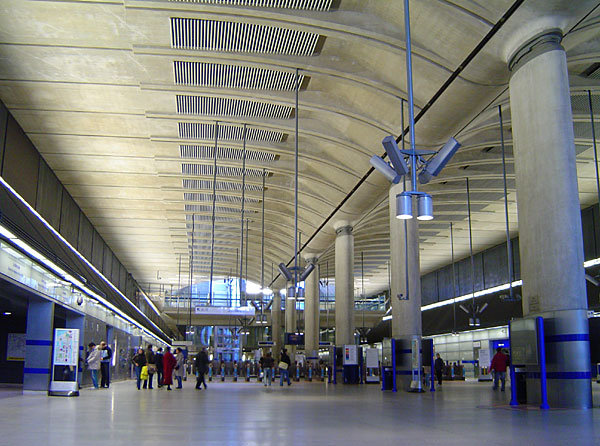
La station Canary Wharf.

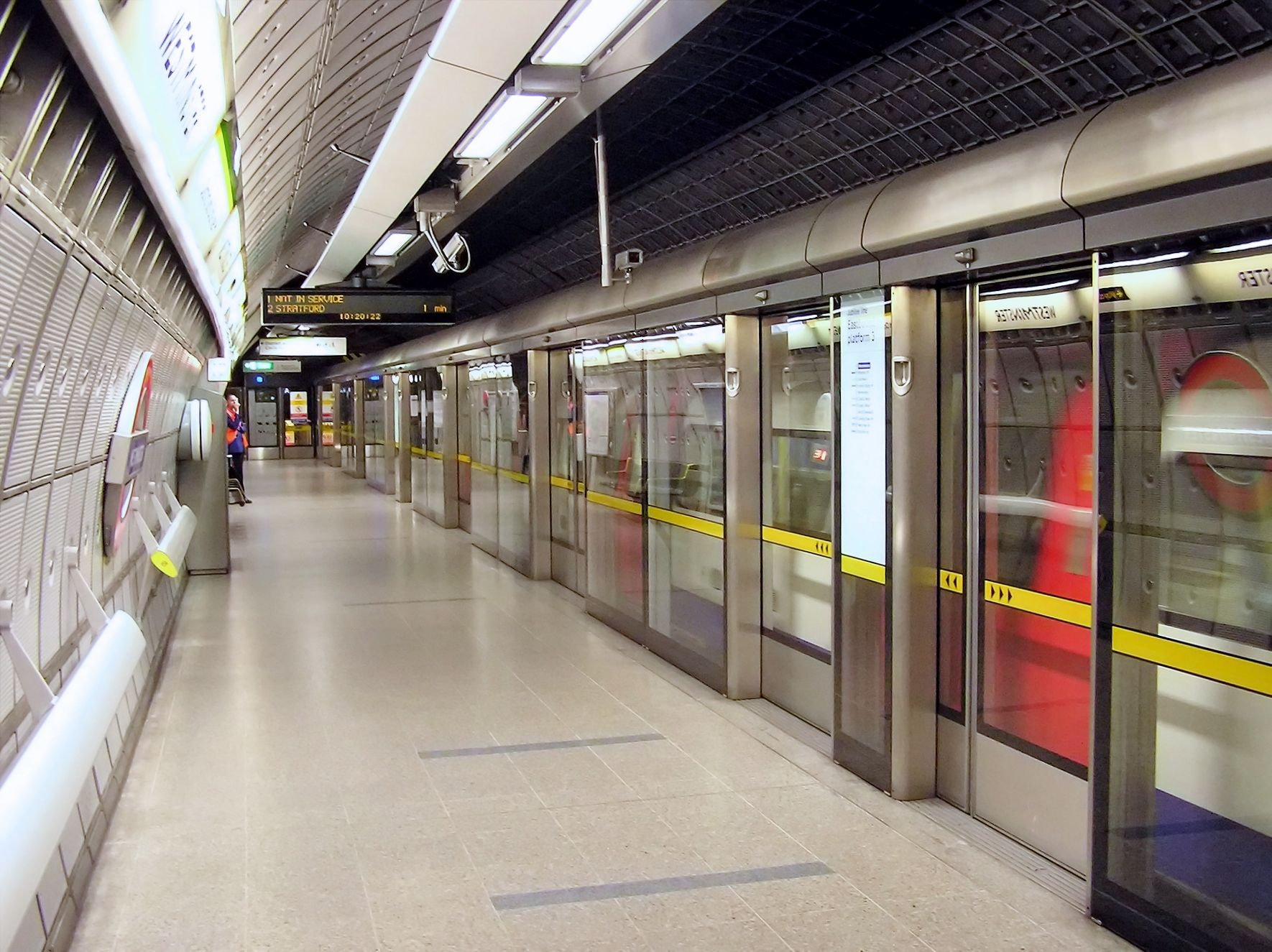
La station Westminster avec ses portes palières.

- Terminus : Stanmore, ouverte le 10 décembre 1932.
- Canons Park, ouverte le 10 décembre 1932 sous le nom de Edgware. Renommée en 1933
- Queensbury, ouverte le 16 décembre 1934.
- Kingsbury, ouverte le 10 décembre 1932.
- Wembley Park, ouverte le 14 octobre 1893.
- Neasden, ouverte le 2 août 1880.
- Dollis Hill, ouverte le 1er octobre 1909.
- Willesden Green, ouverte le 24 novembre 1879.
- Kilburn, ouverte le 24 novembre 1879 (sous le nom de Kilburn & Brondesbury). Renommée le 25 septembre 1950.
- West Hampstead, ouverte le 30 juin 1879.
- Finchley Road, ouverte le 30 juin 1879.
- Swiss Cottage, ouverte le 20 novembre 1939.
- St. John's Wood, ouverte le 20 novembre 1939.
- Baker Street, ouverte le 1er mai 1979.
- Bond Street, ouverte le 1er mai 1979.
- Green Park, ouverte le 1er mai 1979.
- Westminster, ouverte le 22 décembre 1999.
- Waterloo, ouverte le 24 septembre 1999.
- Southwark, ouverte le 20 novembre 1999.
- London Bridge, ouverte le 7 octobre 1999.
- Bermondsey, ouverte le 17 septembre, 1999.
- Canada Water, ouverte le 17 septembre 1999.
- Canary Wharf, ouverte le 17 septembre, 1999.
- North Greenwich, ouverte le 14 mai 1999.
- Canning Town, ouverte le 14 mai 1999.
- West Ham, ouverte le 14 mai 1999.
- Terminus : Stratford, ouverte le 14 mai 1999.

### Anciennes stations
- Charing Cross (ancien terminus), ouverte le 1er mai 1979 ; fermée le 19 novembre 1999, elle n'est plus desservie par la Jubilee Line.